# Pteroptrix parvipennis
Pteroptrix parvipennis is een vliesvleugelig insect uit de familie Aphelinidae. De wetenschappelijke naam is voor het eerst geldig gepubliceerd in 1927 door Gahan.